# لاري كلارك (مخرج)
لاري كلارك (بالإنجليزية: Larry Clark)‏ هو مخرج أمريكي، ولد في 19 يناير 1948.

## وصلات خارجية
- لاري كلارك على موقع IMDb (الإنجليزية)
- لاري كلارك على موقع ألو سيني (الفرنسية)
- لاري كلارك على موقع أول موفي (الإنجليزية)
- لاري كلارك على موقع قاعدة بيانات الفيلم (الإنجليزية)
- لاري كلارك على موقع كينوبويسك (الروسية)